# Théophile Lybaert

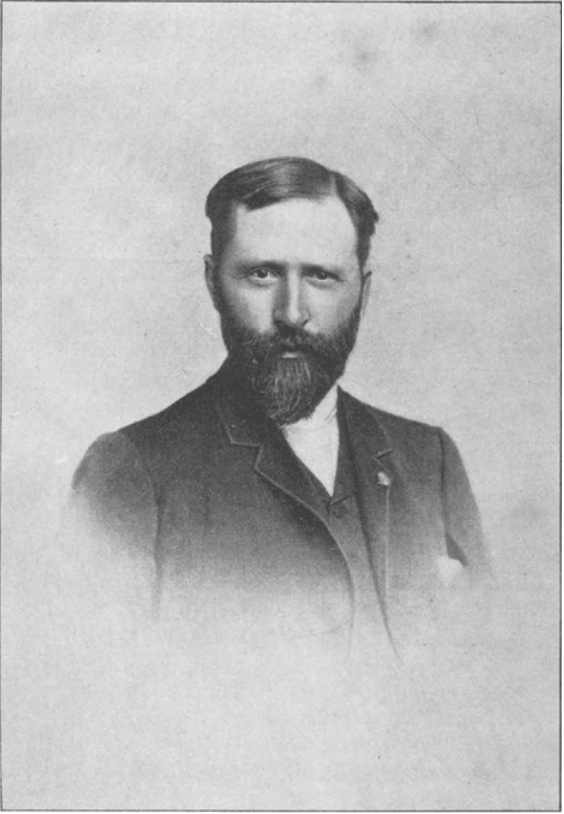
Théophile Lybaert (1893)

Théophile Marie Francois Lybaert (* 14. Juni 1848 in Gent; † 28. Mai 1927 ebenda), auch Theofiel Lybaert, war ein belgischer Maler und Bildhauer. Er begann seine Karriere als Maler von Genreszenen und orientalistischen Sujets. Später wandte er sich in Historiengemälden Themen der nationalen und internationalen Geschichte, Schlachten und der Bibel zu. Große Berühmtheit erlangte er durch seine religiösen Malereien, die an den Stil nordalpiner Maler des 15. und 16. Jahrhunderts wie Hans Memling oder auch Albrecht Dürer angelehnt ist.  Diese Arbeiten wurden auch als ‚moderne Gotik‘ bezeichnet und trugen ihm den Titel eines ‚zeitgenössischen Memlings‘ ein. Ab den 1910er Jahren entwickelte er einen eklektizistischen Stil, der Elemente des Symbolismus einschloss.

## Leben
Théophile Lybaert wurde in Gent als einer von drei Söhnen von Jan Baptist Lybaert und Marie-Louise Coppejans geboren. Sein Vater war Absolvent der Akademie der Schönen Künste ebendort und war Maler von Wappen und Dekor. Auch stellte Jan Baptist Lybaert ein Buch mit Anekdoten über zeitgenössische Genter Maler zusammen, das erst 1998 veröffentlicht wurde.
Bereits in jungen Jahren erhielt Théophile eine erste künstlerische Ausbildung im Atelier der Gebrüder Paul und Félix De Vigne, eines Bildhauers und eines Malers, die im sogenannten Troubadour-Stil arbeiteten. 1862 schrieb er sich an der Akademie der Schönen Künste in Gent ein und begann dort, unter dem Historienmaler Théodore-Joseph Caneel zu studieren.

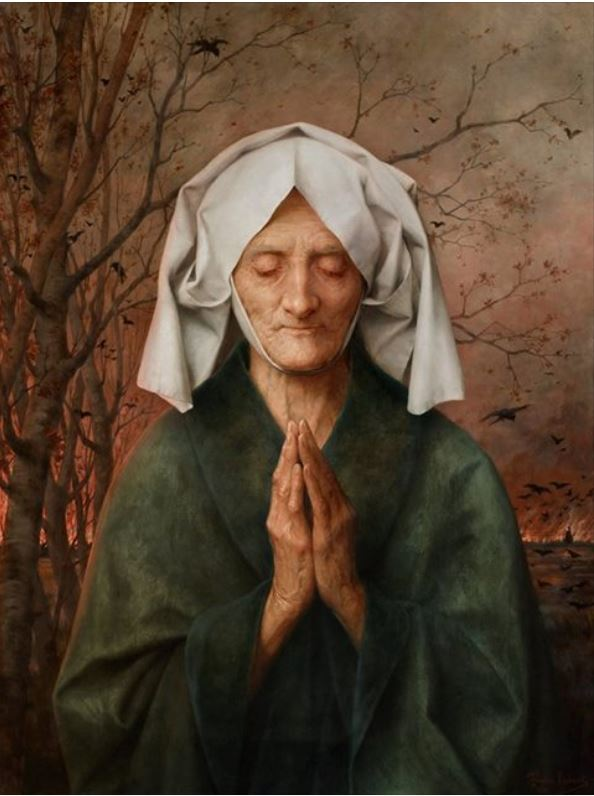
Altes Flandern

Bereits als Student gewann er mehrere Preise, die vor allem seinen Naturalismus und seine anatomische Genauigkeit goutierten. 1868 stellte er erstmalig im dreijährigen Salon in Gent aus, jedoch wurden seine Darstellungen Christi nicht gut aufgenommen. Um seinen Lebensunterhalt zu verdienen, fertigte Lybaert Porträts und Genregemälde für den amerikanischen Exportmarkt.

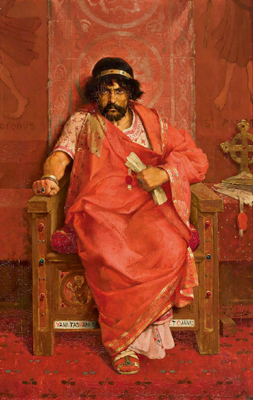
Pippin der Jüngere oder König Herodes

1874 zog er nach Paris, wo er bei dem orientalistischen Maler Jean-Léon Gérôme studierte.  Vermutlich reiste er für seine Malstudien auch nach Nordafrika.  Bei seiner Rückkehr nach Gent 1878 führte er als erster der Stadt die beliebte, am Exotischen und Außereuropäischen interessierte Kunst mit.  Der erhoffte Erfolg blieb jedoch aus, gelegentlich wurde ihm sogar der Vorwurf gemacht, er sei lediglich Nachahmer früherer Orientalisten, woraufhin er sich ganz Porträts und vor allem der Historienmalerei mit europäischen Sujets zuwandte. In dieser Zeit entstanden etwa Die Alhambra nach der Hinrichtung der Abencerragen oder Die Anbetung des Kaisers Caligula, die er international ausstellen ließ und die ihm die Wertschätzung der Kritiker einbrachten. Die Jungfrau von Gent (Groeningemuseum in Brügge), ausgestellt 1883 im Genter Salon, brachte ihm einen noch größeren Erfolg ein. In der Folgezeit konzentrierte Lybaert sich ausschließlich auf religiöse Bilder, die ihm ermöglichten, seine eigene Glaubensvorstellung umzusetzen und gleichzeitig seine Verehrung zur Malerei des 15. und 16. Jahrhunderts auszudrücken.

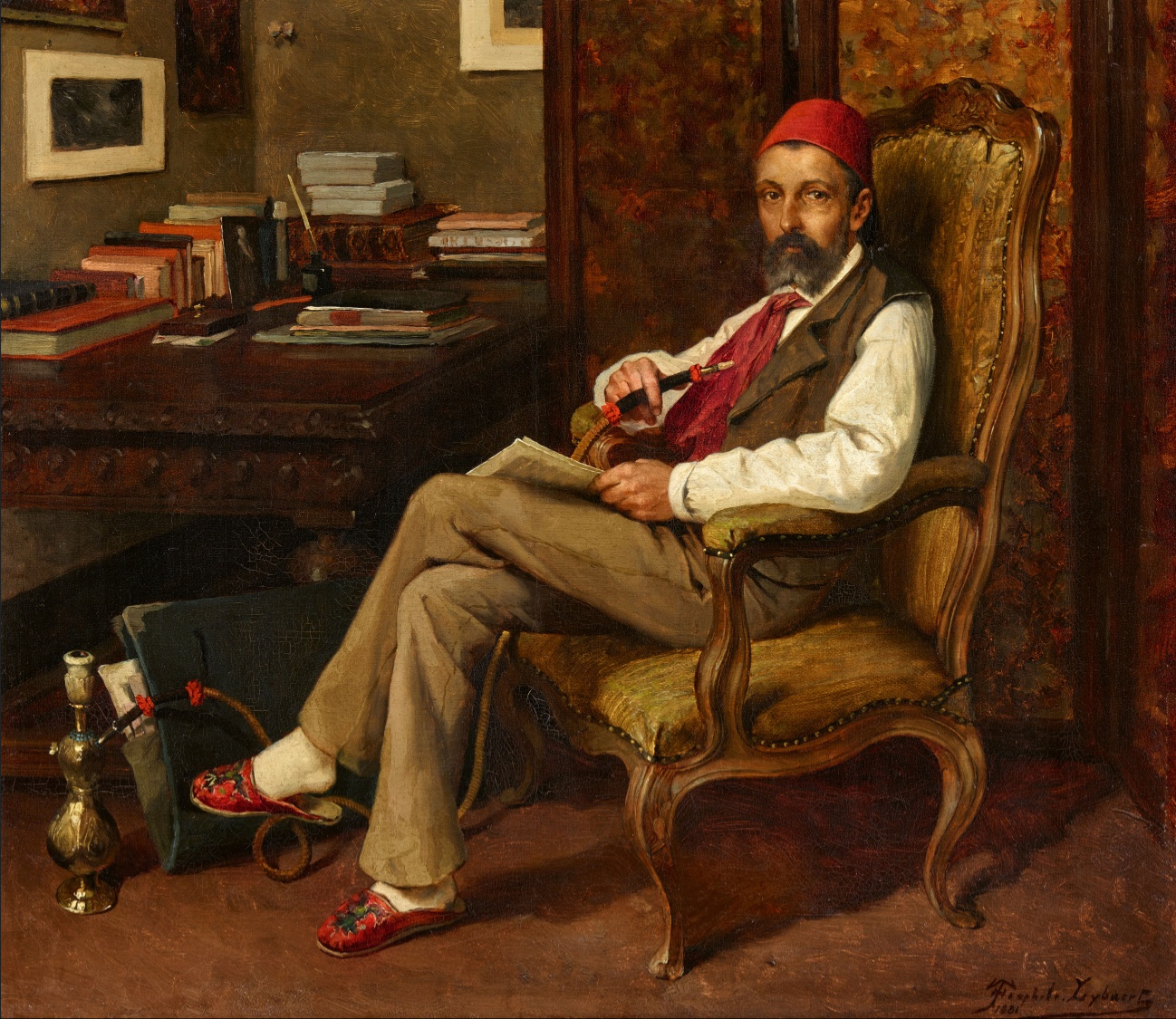
Orientalischer Gelehrter mit Pfeife

Auf einer Reise ins Deutsche Reich wurde er mit den Arbeiten Albrecht Dürers vertraut. In dieser Zeit gelangte Lybaert zu internationaler Reputation, indem er mehrere Preise von Kunstsalons in Paris, Montpellier und Hamburg gewann. Vom Salon in Caracas wurde ihm 1884 der Order des Befreiers durch die venezolanische Regierung verliehen. In seinem Heimatland Belgien wurde er Ritter im Leopoldsorden 1885. Die zahlreichen Reproduktionen seiner Werke bereits zu Lebzeiten steigerten die Bekanntheit Lybaerts ungemein. Auffallend ist die positive Resonanz in katholisch-konservativen Kreisen, so gab der Vatikan beim Maler ein Gemälde der Muttergottes mit Jesuskind in Auftrag und der französische Autor Charles Buet schrieb Un moderne gothique, in dem er Lybaert pries.

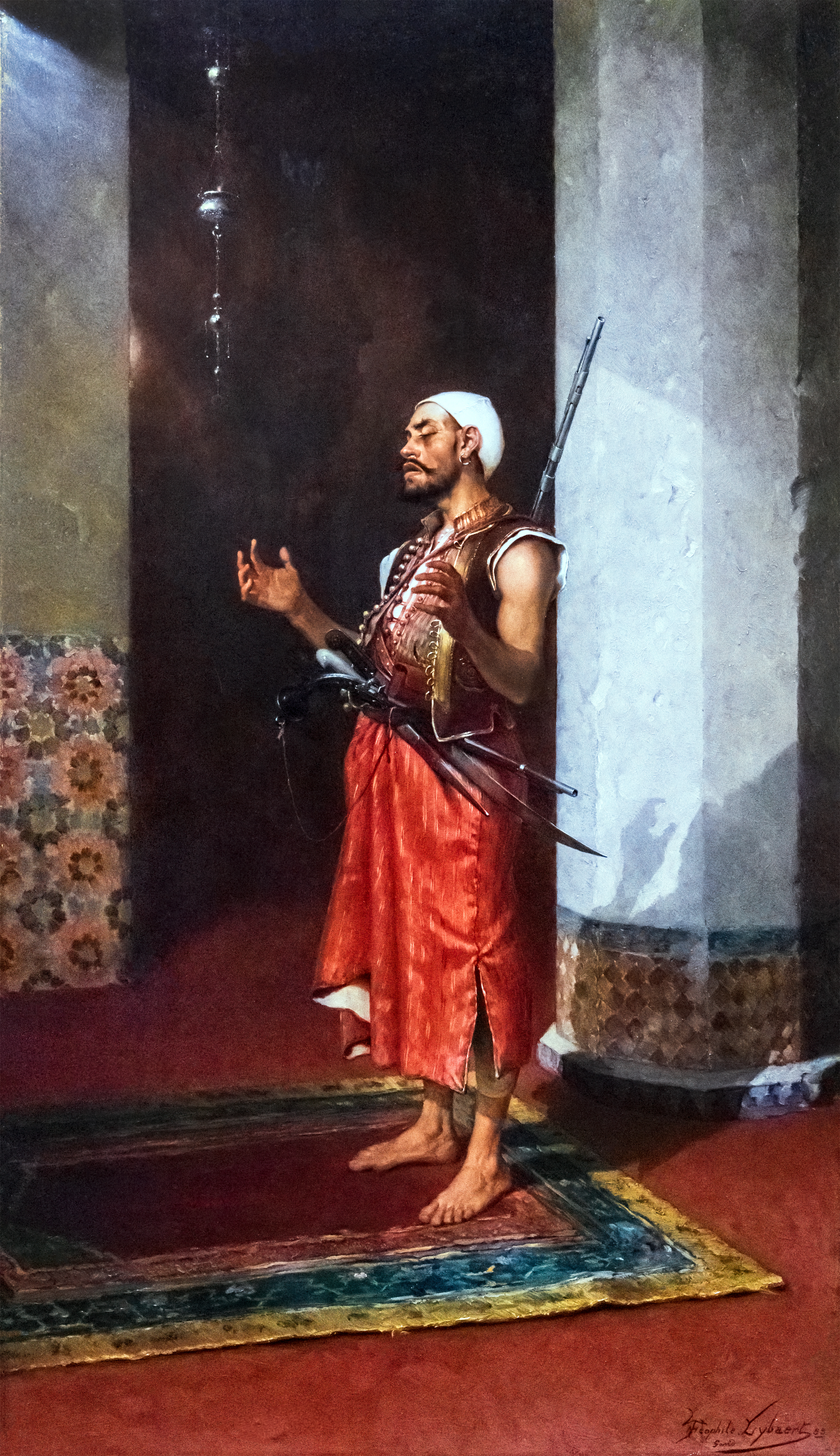
Türkische Wache beim Gebet

Am 14. Mai 1887 heiratete Théophile Lybaert Justine-Marie Temmerman; die Ehe blieb kinderlos. Lybaert nahm aktiv am öffentlichen Leben seiner Heimatstadt teil und hatte Sitze in den Gremien zum Schutz von Kunstdenkmalen oder der Kommission der Akademie der Schönen Künste.

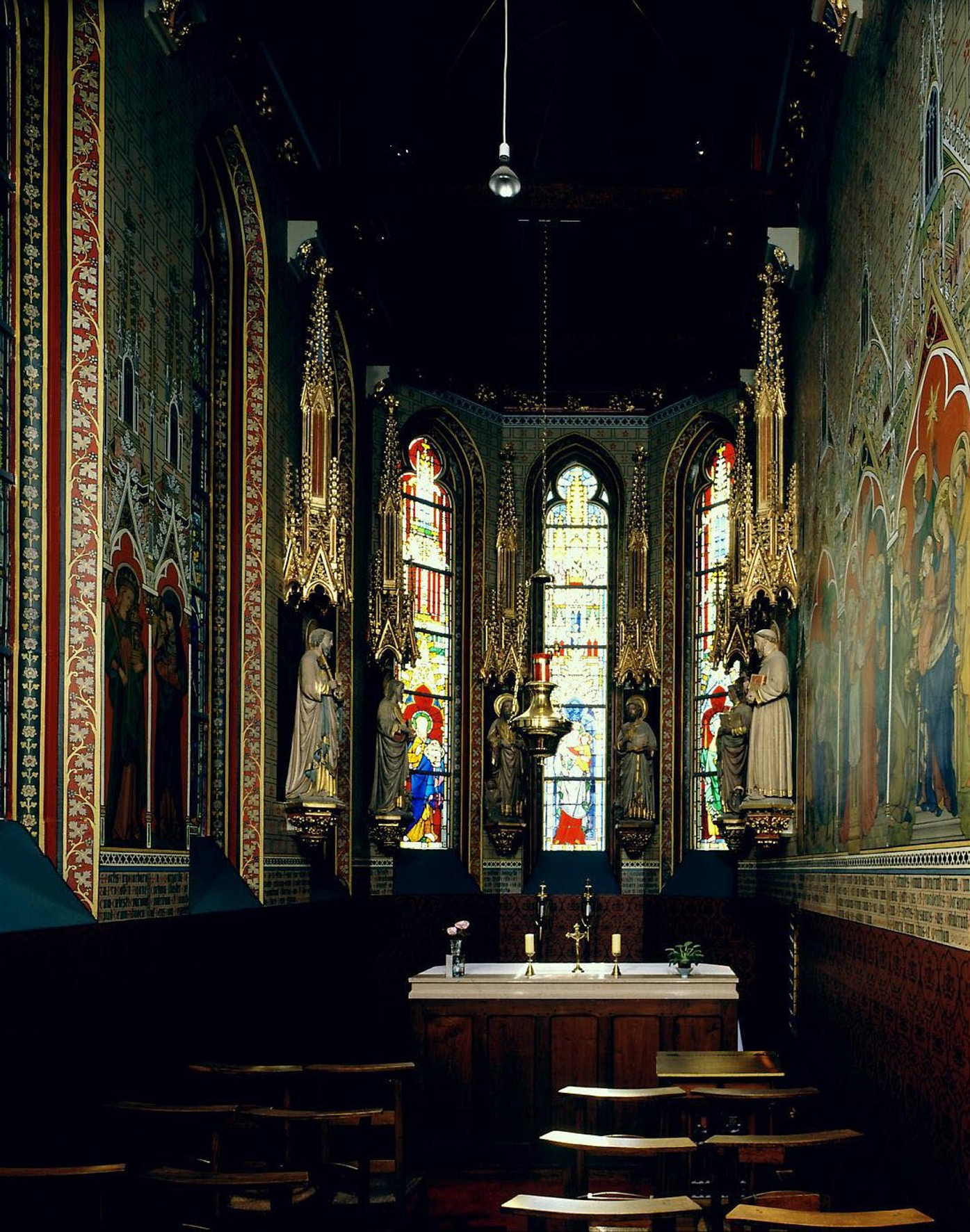
St. Anna in Gent

Lybaert erhielt zahlreiche Aufträge für Wandmalereien in belgischen Kirchen: St. Anna und St. Salvator in Gent versah er mit gemalten Kreuzwegen. In St. Anna setzte Lybaert die Arbeiten Canneels fort, der zunächst mit der Dekoration des Kirchraums beauftragt worden war, jedoch im Arbeitsprozess starb.
Lybaert arbeitete bis ins hohe Alter und starb in seiner Geburtsstadt am 28. Mai 1927.

## Künstlerisches Schaffen

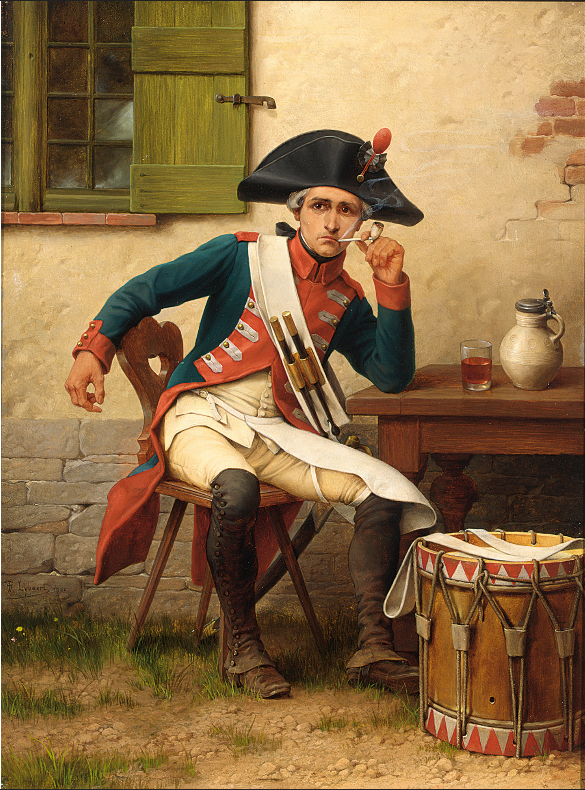
Der Raucher

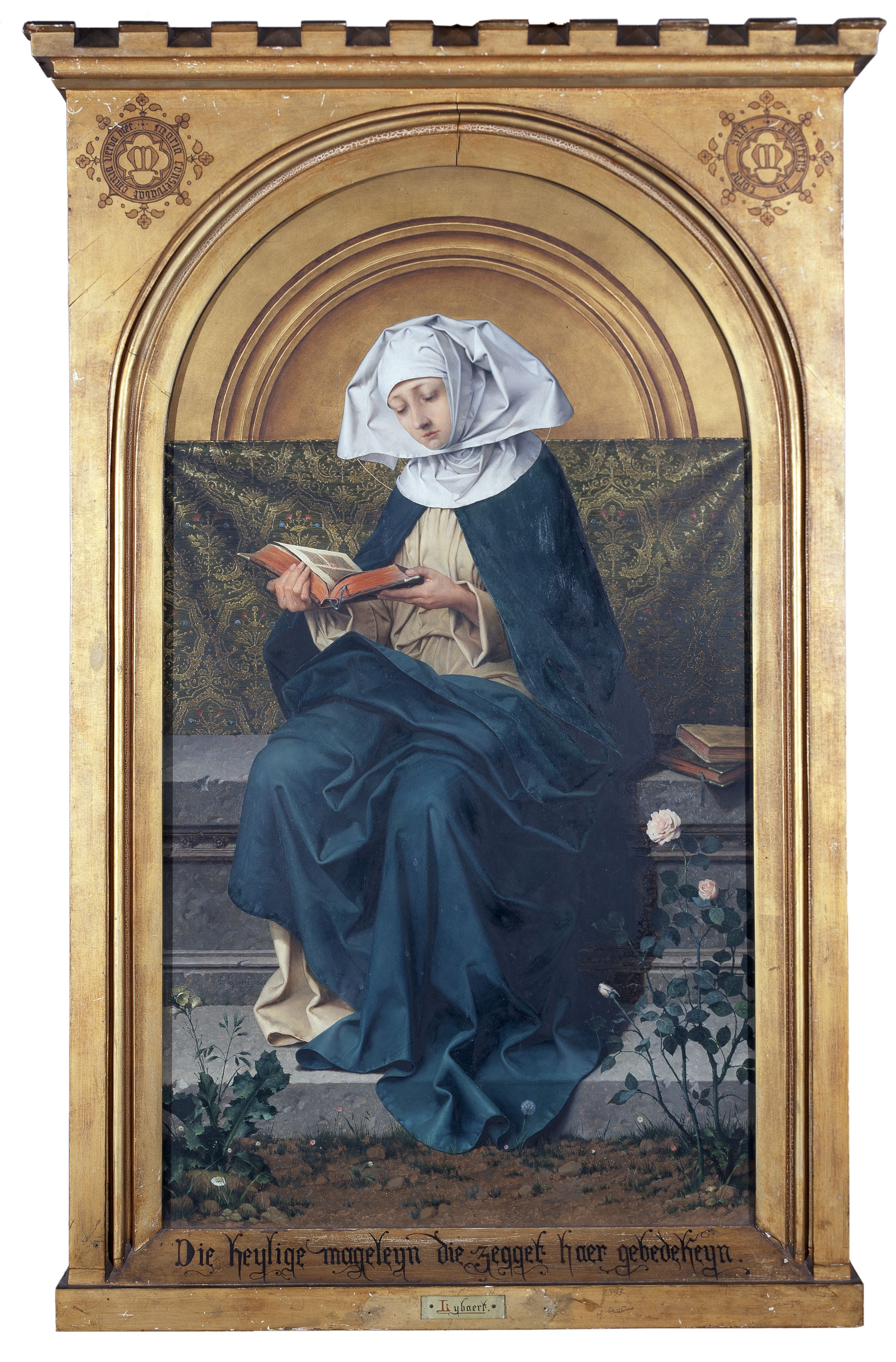
Lesende Jungfrau

Lybaert malte vor allem religiöse Motive. Gerade Madonnenbilder tauchen gehäuft in seinem Œuvre auf. In früheren Jahren traten daneben Genremalereien und orientalistische Bilder sowie seit der Jahrhundertwende Historienbilder mit Begebenheiten aus der belgischen Realgeschichte oder dem Amerikanischen Unabhängigkeitskrieg. Hierfür stellte Lybaert Recherchen an, die die historische Akkuratesse seiner Malereien sicherstellen sollten. Zum amerikanischen Sezessionskrieg kontaktierte er seinen Malerkollegen William B. T. Trego in Übersee, der in der Materie und vor allem ihrer bildlichen Darstellung bewandert war. Auf eine Anfrage Lybaerts zu Soldatenuniformen antwortete Tregeo mit 18 beschrifteten Zeichnungen.
Lybaert orientierte sich stark an alten Meistern. Er führte intensive Studien zu den Gemälden Memlings im Sint-Janshospitaal in Brügge durch und die Gewand- und Architekturstudien, die seinen eigenen Arbeiten vorausgingen, belegen die Schulung an den spätmittelalterlichen Größen. Lybaert reihte sich auf diese Weise in eine Reihe von flämischen Malern ein, die im 19. Jahrhundert ein Revival des Mittelalters feierten. Gerade in Brügge arbeiteten Vertreter wie etwa Edmond van Hove, deren Zugang und Stil Lybaerts vergleichbar ist.
In den 1910er Jahren entwickelte Thóphile Lybaert einen eklektizistischen Stil, der Elemente des Symbolismus einschloss und gleichzeitig an die altniederländische Malerei erinnerte.
Er schuf auch einige Skulpturen wie etwa Germaine Cousin (Königliche Museen der Schönen Künste).